# I taket lyser stjärnorna
I taket lyser stjärnorna är en ungdomsroman skriven av Johanna Thydell. Boken utkom 2003 på Natur & Kultur.

## Handling
Jenna Wilsons liv förändras för alltid när hennes älskade mamma får bröstcancer. Hon borde bara ha vanliga bekymmer, som att oroa sig för att hennes bröst aldrig växer, varför hon inte är lika populär som Ullis och hur hon ska få Sakke att bli kär i henne - eller ens märka att hon finns. 
Men så enkelt är inte livet för Jenna. Under en svensklektion skriver hon en dikt om sin mamma som har cancer.
"Om du dör mamma, då tar jag livet av mig."

## Utmärkelser
Boken tilldelades Augustpriset för bästa barn- och ungdomsbok 2003 och vann Slangbellan-priset samma år. 

## Filmatisering
Boken har spelats in som film under titeln I taket lyser stjärnorna. Den hade biopremiär 30 januari 2009.